# Spider-Man: Across the Spider-Verse
Spider-Man: Across the Spider-Verse, in Vlaanderen ook bekend onder de Nederlandstalige titel Spider-Man: Een Grenzeloos Universum, is een Amerikaanse animatiefilm uit 2023 over de gelijknamige superheld van Marvel Comics. De film werd geregisseerd door Joaquim Dos Santos, Kemp Powers en Justin K. Thompson. De film is het vervolg op Spider-Man: Into the Spider-Verse uit 2018.

## Verhaal
Meer dan een jaar na de gebeurtenissen in Spider-Man: Into the Spider-Verse, wordt Miles Morales onverwachts benaderd door zijn vriendin Gwen Stacy om een missie te voltooien om elk Spider-People in het universum te redden van de Spot, een gevaarlijke maar onervaren tegenstander, die een catastrofale ramp kunnen veroorzaken.
Miles gaat de uitdaging aan, waar hij en Gwen samen door het multiversum reizen en hun beschermers ontmoeten, een groep Spider-People die bekend staat als de Spider-Society, geleid door Miguel O'Hara. Miles staat echter op gespannen voet met Miguel en de Spider-Society over hoe om te gaan met de dreiging en moet opnieuw definiëren wat het betekent om een held te zijn om zijn dierbaren en mensen te redden.

## Stemverdeling
| Personage                                     | Engelse stemmen                 | Nederlandse stemmen   | Vlaamse stemmen          |
| --------------------------------------------- | ------------------------------- | --------------------- | ------------------------ |
| Miles Morales / Spider-Man                    | Shameik Moore                   | Juliann Ubbergen      | Youssef El Kaouakibi     |
| Gwen Stacy / Spider-Gwen                      | Hailee Steinfeld                | Holly Mae Brood       | Laura Tesoro             |
| Jefferson Davis                               | Brian Tyree Henry               | Edwin Jonker          | Manou Kersting           |
| Rio Morales                                   | Luna Lauren Vélez               | Nurlaila Karim        | Ini Massez               |
| Peter B. Parker / Spider-Man                  | Jake Johnson                    | Kevin Hassing         | Dimitri Vegas            |
| Miguel O'Hara / Spider-Man 2099               | Oscar Isaac                     | Jelle Amersfoort      | Pieter-Jan De Smet       |
| Dr. Jonathan Ohnn / The Spot                  | Jason Schwartzman               | Joey Schalker         | Matthieu Sys             |
| Jessica Drew / Spider-Woman                   | Issa Rae                        | Charmaine Yard        | Sandrine Van Handenhoven |
| Hobart "Hobie" Brown / Spider-Punk            | Daniel Kaluuya                  | Emmanuel Ohene Boafo  | Prince K. Appiah         |
| Pavitr Prabhakar / Spider-Man India           | Karan Soni                      | Tabi Awan             | Leonard Santos           |
| Captain George Stacy                          | Shea Whigham                    | Oscar Siegelaar       | Koen De Graeve           |
| LYLA                                          | Greta Lee                       | Cynthia de Graaff     | Mieke Laureys            |
| Aaron Davis                                   | Mahershala Ali                  | Fernando Halman       | Jenne Decleir            |
| Margo Kess / Spider-Byte                      | Amandla Stenberg                | Tirsa With            | Aminata Demba            |
| Dr. Olivia "Liv" Octavius / Doc Ock           | Kathryn Hahn                    |                       |                          |
| Miles G. Morales / Prowler                    | Jharrel Jerome                  |                       |                          |
| Ben Reilly / Scarlet Spider                   | Andy Samberg                    | Martin van der Starre | Pieter Jan De Paepe      |
| Peter Parker / The Lizard van Gwen's universe | Jack Quaid                      |                       |                          |
| Ms. Weber                                     | Rachel Dratch                   | Melise de Winter      | Isabelle Van Hecke       |
| Lenny                                         | Ziggy Marley                    | Murth Mossel          | Malik Mohammed           |
| Adriano Tumino / Vulture                      | Jorma Taccone                   | Rutger Le Poole       | Govert Deploige          |
| Peter Parker / Spider-Man (1967)              | Jorma Taccone                   | Levi van Kempen       |                          |
| J. Jonah Jameson                              | J.K. Simmons                    | Frans Limburg         |                          |
| Aaron Davis / Prowler                         | Donald Glover (live-action rol) | Werner Kolf           |                          |
| May Parker / Quippy Spider-Person             | Elizabeth Perkins               | Ine Kuhr              |                          |
| Glory Grant                                   | Ayo Edebiri                     | Aïcha Gill            |                          |
| Mary Jane Watson van Gwen's universe          | Nicole Delaney                  |                       |                          |
| Betty Brant                                   | Antonia Lentini                 | Pimm Wijnberg         |                          |
| Yuri Watanabe                                 | Atsuko Okatsuka                 |                       |                          |
| Ganke Lee                                     | Peter Sohn                      | Boyan van der Heijden |                          |
| Mary Jane Watson                              | Melissa Sturm                   | Anneke Beukman        | Eline De Munck           |
| Maria                                         | Lorraine Velez                  | Stephanie van Eer     |                          |
| Peter Parker / Lego Spider-Man                | Nic Novicki                     |                       |                          |
| Patrick O'Hara / Web-Slinger                  | Taran Killam                    | Ruben Lürsen          |                          |
| Metro Spider-Man                              | Metro Boomin                    |                       |                          |
| Max Borne / Spider-Man 2211                   | Metro Boomin                    |                       |                          |
| Peter Parker / The Spectacular Spider-Man     | Josh Keaton                     |                       |                          |
| Malala Windsor / Spider-Man UK                | Sofia Barclay                   |                       |                          |
| Charlotte Webber / Sun-Spider                 | Danielle Perez                  |                       |                          |
| Peter Parker / Insomniac Spider-Man           | Yuri Lowenthal                  |                       |                          |
| Peni Parker                                   | Kimiko Glenn                    |                       |                          |
| Mrs. Chen                                     | Peggy Lu (live-action rol)      | Linda Wagenmakers     |                          |
| Ezekiel Sims / Spider-Therapist               | Mike Rianda                     |                       |                          |
| May "Mayday" Parker                           | Jasper Johannes Andrews         |                       |                          |
| Miguel's dochter                              |                                 | Daysha Ligeon         | Pixie De Winter          |

In de film worden archiefbeelden gebruikt van Tobey Maguire als Peter Parker / Spider-Man, Cliff Robertson als Ben Parker en Kirsten Dunst als Mary Jane Watson uit Spider-Man (2002), en Andrew Garfield als Peter Parker / Spider-Mann en Denis Leary als Captain George Stacy uit The Amazing Spider-Man (2012).
In de film worden stemmen uit archiefmateriaal gebruikt van Nicolas Cage als Peter Parker / Spider-Man Noir en John Mulaney als Peter Porker / Spider-Ham uit Spider-Man: Into the Spider-Verse (2018), en Alfred Molina als Dr. Oto Octavius / Doctor Octopus uit Spider-Man: No Way Home (2021).
De overige stemmen worden ingesproken door Rita Rani Ahuja, Sitara Attaie, Kimberly Bailey, Ismail Bashey, Gredel Berrios Calladine, Mayuri Bhandari, Sanjay Chandani, Oscar Camacho, Natalia Castellanos, June Christopher, Melanie Duke, Freddy Ferrari, Russell Tyre Francis, Michelle Jubilee Gonzalez, Jorge R. Gutiérrez, Kerry Gutierrez, Deepti Gupta, Marabina Jaimes, Miguel Jiron, Kamal Kahn, Sohm Kapila, Rez Kempton, Deepti Kingra-Mickelsen, Angelo Sekou Kouyate, Pradnya Kuwadekar, Lex Lang, Luisa Leschin, Andrew Leviton, Ashley London, Phil Lord, Caitlin McKenna, David Michie, Christopher Miller, Richard Miro, Andrew Morgado, Sumit Naig, Andrea Navedo, Doug Nicholas, Arthur Ortiz, Juan Pachecho, Lakshmi Patel, Shakira Ja'nai Paye, Eliana A. Perez, Chrystee Pharris, Jacqueline Pinol, Jim Pirri, Juan Pope, Ben Pronsky, Eliyas Qureshi, Marley Ralph, Al Rodrigo, Lashana Rodriguez, Michelle Ruff, Stan Sellers, Jaswant Dev Shrestha, Dennis Singletary, Narender Sood, Warren Sroka, Libby Thomas Dickey, Amanda Troop, Cedric Williams, Jason Linere-White en Ruth Zalduondo.
De andere niet-sprekende rollen bestaan uit: Peter Parker / Spider-Man uit de televisieserie Spider-Man Unlimited (1999-2001), Pter Ptarker / Spider-Rex, Spider-Cat, verschillende Spider-Men met zwarte pakken, Bombastic Bag-Man, Cyborg Spider-Woman, Peter Parkedcar / Spider-Mobile, Superior Spider-Man, Stealth / Big Time Spider-Man, Spider-Armor MK I, MK II, en MK III, Velocity suit Spider-Man uit het videospel Marvel's Spider-Man, Electro Proof, Bruce Banner / Spider-Man, Cyclops Spider-Man, Iron Spider, Peter Parker / Spider-Man uit Neversoft's Spider-Man videospel uit 2000, Peter Parker / Spider-Man uit de Marvel Mangaverse, Spider-Cop, Mary Jane Parker / Spinneret en haar dochter Anna May-Parker / Spiderling uit de televisieserie Amazing Spider-Man: Renew Your Vows (2015), Maybelle Reilly / Lady-Spider, Spider-Monkey, Spider-Wolf, Future Foundation Spider-Man, Flash Thompson / Captain Spider, Doppelganger, Spyder-Knight uit Ultimate Spider-Man, Spidercide, Prince of Arachne, Last Stand Peter Parker, Jessica Drew (klassiek park), Julia Carpenter / Spider-Woman, Samurai Spider-Man, Canadian Spider-Woman, Ashley Barton / Spider-Kingpin, Earth X Spider-Man, Chibi Spider-Man, en Tarantula van Earth-1610A. Green Goblin uit het Spider-Man videospel uit 1982 en Video-Man uit de televisieserie Spider-Man and His Amazing Friends (1981–1983) maken ook een verschijning in de film.
De overige Nederlandse stemmen zijn ingesproken door: Peter van Rooijen (als Inspecteur Singh), Tara Hetharia (als Gayatri), Channah Hewitt (als Em Jay Watson), Stephan Holwerda (als Ned), Isha Ferdinandus en Florus van Rooijen (als Walla), Enzo Coenen (als overvaller), Sana Bouchti (als kind), Isabel Commandeur (als voice over), Jan-Peter IJkelenstam (als omroeper), Marcel Jonker (als Typerface), Jay Jonker (als Cyber-Myn), Juneoer Mers (als helikopterpiloot), Jeannine la Rose (als Lupe) en Simon Zwiers (als Spider-Man Iron).

## Release
De film ging in première op 30 mei 2023 in het Regency Village Theatre in Los Angeles.

## Ontvangst
Op Rotten Tomatoes heeft Spider-Man: Across the Spider-Verse een waarde van 95% en een gemiddelde score van 8,70/10, gebaseerd op 250 recensies. Op Metacritic heeft de film een gemiddelde score van 87/100, gebaseerd op 56 recensies.

## Prijzen en nominaties
De belangrijkste:
| Jaar | Prijs                       | Categorie                              | Genomineerde(n)                                              | Uitslag     |
| ---- | --------------------------- | -------------------------------------- | ------------------------------------------------------------ | ----------- |
| 2024 | British Academy Film Awards | Beste animatiefilm                     | Beste animatiefilm                                           | Genomineerd |
| 2024 | British Academy Film Awards | Beste originele muziek                 | Daniel Pemberton                                             | Genomineerd |
| 2024 | Golden Globes               | Beste film – animatie                  | Beste film – animatie                                        | Genomineerd |
| 2024 | Golden Globes               | "Cinematic and Box Office Achievement" | "Cinematic and Box Office Achievement"                       | Genomineerd |
| 2024 | Golden Globes               | Beste filmmuziek                       | Daniel Pemberton                                             | Genomineerd |
| 2024 | Critics Choice Awards       | Beste animatiefilm                     | Beste animatiefilm                                           | Gewonnen    |
| 2024 | Critics Choice Awards       | Beste visuele effecten                 | Beste visuele effecten                                       | Genomineerd |
| 2024 | Critics Choice Awards       | Beste filmmuziek                       | Daniel Pemberton                                             | Genomineerd |
| 2024 | Satellite Awards            | Beste geanimeerde of mixed media film  | Beste geanimeerde of mixed media film                        | Genomineerd |
| 2024 | Satellite Awards            | Beste soundtrack                       | Daniel Pemberton                                             | Genomineerd |
| 2024 | Satellite Awards            | Beste visuele effecten                 | Bret St. Clair, Pav Grochola, Alan Hawkins en Michael Lasker | Genomineerd |